# Sauðafell (berg i Island, Austurland, lat 64,88, long -15,88)
Sauðafell är ett berg i republiken Island. Det ligger i regionen Austurland, 300 km öster om huvudstaden Reykjavík. Toppen på Sauðafell är 804 meter över havet, eller 144 meter över den omgivande terrängen. Bredden vid basen är 2,6 km.
Trakten runt Sauðafell är nära nog obefolkad, med mindre än två invånare per kvadratkilometer. Det finns inga samhällen i närheten. Trakten runt Sauðafell består i huvudsak av gräsmarker.